# 提內耳氏徵象
提內耳氏徵象是一种測試神经是否受到刺激或發炎的方法，叩診輕敲神经损伤部位可引起刺痛或感覺異常。命名取自法国神经学家朱爾斯·提內耳（1879-1952）。
以腕隧道症候群手腕的正中神经壓迫為例，提內耳氏徵象常為「陽性」，受試者拇指、食指、中指和半边无名指感到刺痛。提內耳氏徵象有時也被稱為叩診遠端刺痛（Distal tingling on percussion），在體感神經修復的階段，可以預期這個遠端徵象會跟著改善。
儘管最常用於腕隧道症候群，提內耳氏徵象是一個廣義術語，用於跗隧道症候群或肘隧道症候群也可呈現陽性反應。